# The Smithereens
The Smithereens es una banda estadounidense de rock, originaria de Carteret, Nueva Jersey. El grupo se formó en 1980 con Pat DiNizio (voz y guitarra), Jim Babjak (guitarra y voz), Mike Mesaros (bajo y voz), y Dennis Diken (batería y percusión). Esta formación continuó hasta 2006, cuando Mesaros dejó la banda y  Severo Jornacion se hizo cargo del bajo.
Los Smithereens han colaborado con numerosos músicos, tanto en  estudio (Suzanne Vega y Belinda Carlisle) o en directo (Graham Parker y The Kinks). El nombre del grupo proviene de una frase de Sam Bigotes, "Varmint, i am gonna blow you to smithereens!.
El grupo sigue activo y toca con frecuencia. Los temas principales de su último álbum de estudio con material original, titulado 2011, se grabaron a principios de octubre de 2010, y el álbum salió al mercado el 5 de abril de 2011.

## Discografía
Álbumes de estudio
- Girls About Town, 1980 (d-tone)
- Beauty and Sadness, 1983 (Little Ricky Records/Capitol)
- Especially for You, 1986 (Enigma/Capitol)
- Green Thoughts, 1988 (Enigma/Capitol)
- 11, 1989 (Enigma/Capitol)
- Blow Up, 1991 (Capitol)
- A Date with The Smithereens, 1994 (BMG/Excelsior)
- God Save The Smithereens, 1999 (Velvel/Koch Entertainment)
- Christmas with The Smithereens, 2007 (Koch) includes three original seasonal songs.
- 2011, 2011 (eOne Music)

En directo
- Live, 1988 (Restless)
- Instant Live: Music Midtown Festival Atlanta, GA 5/1/04, 2005 (Instant Live Recordings)
- The Smithereens - Extended Versions, 2006 (Sony BMG)
- Live at the Court: Greatest Hits and More, 2008

Recopilatorios
- Blown to Smithereens: Best of the Smithereens, 1995 (Capitol Records)
- Attack of the Smithereens, 1995 (Capitol Records)
- Best of the Smithereens, 1998 (EMI)
- From Jersey It Came! The Smithereens Anthology, 2004 (Capitol Records)

B.S.O con The Smithereens
- Dangerously Close, 1986 (Enigma)
- Burglar, 1987 (MCA)
- I Was a Teenage Zombie, 1987 (Capitol)
- Under the Boardwalk, 1988 (Enigma)
- Bull Durham, 1988 (Capitol)
- Encino Man, 1992 (Hollywood)
- Timecop, 1994 (RCA)
- Romy and Michele's High School Reunion, 1997 (Hollywood)
- Boys Don't Cry, 1999 (Koch)
- Burnzy's Last Call, 1999 (Ripe & Ready/Cellsum Records)

Álbumes tributo o de versiones
- Meet The Smithereens!, 2007 (Koch) (A tribute to The Beatles)
- B-Sides The Beatles, 2008 (Koch) (versiones de  caras-B  de The  Beatles )
- The Smithereens Play Tommy, 2009